# Sedlo pod Ostrvou
Sedlo pod Ostrvou je horské sedlo ve Vysokých Tatrách v nadmořské výšce 1966 metrů mezi Ostrvou a Tupou. Přes sedlo vede Tatranská magistrála spojující Chatu u Popradského plesa se Slezským domem.

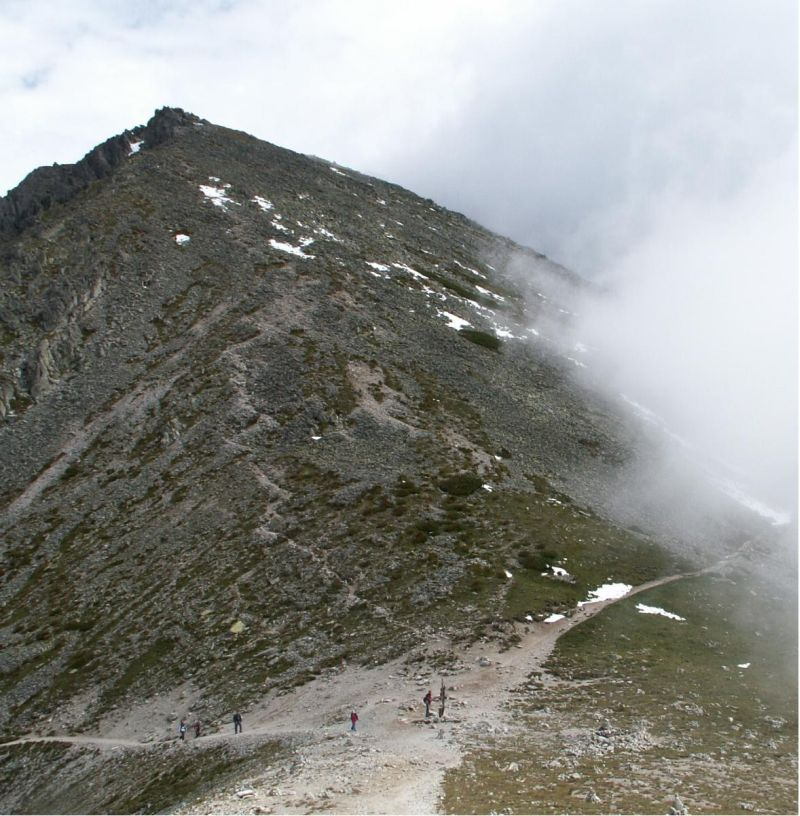
Sedlo pod Ostrvou - pohled z Ostrvy

## Turistické trasy
Červeně značená Tatranská magistrála, směřující z Popradského plesa přes Sedlo pod Ostrvou a Štôlskou dolinu k Batizovskému plesu.
- Čas přechodu z Popradského plesa do Sedla pod Ostrvou: 1:35 h, ↓50min
- Čas přechodu ze Sedla pod Ostrvou ke Batizovskému plesu: 1:40 h v obou směrech